# Tussen twee vuren
Tussen twee vuren is een hoorspel van Rodney D. Wingfield. Cleft Stick werd op 19 december 1973 door de BBC uitgezonden en in 1974 onder de titel In der Falle door de Süddeutscher Rundfunk. Sjaak Commandeur & Rien Verhoef vertaalden het en de NCRV zond het uit in het programma Literama maandag op maandag 18 augustus 1980. De regisseur was Johan Wolder. Het hoorspel duurde 54 minuten.

## Rolbezetting
- Els Buitendijk (Joan Marlowe)
- John Leddy (John Marlowe)
- Hans Hoekman (brigadier Jennings)
- Reinier Heidemann (inspecteur Bishop)
- Huib Broos (David King)
- Kees Broos (politieagent)
- Paul Lensink (Debber)

## Inhoud
De echtgenote van John Marlowe komt op een avond opgewonden thuis en vertelt haar man, dat een aanslag op haar leven is gepleegd door een haar onbekende man. Zij heeft de aanval afgeslagen dankzij de gelukkige omstandigheid, dat zij het pistool van haar man bij zich had. De moordenaar in spe heeft dit met de dood moeten bekopen. Hoewel zij uit zelfverdediging heeft gehandeld, ligt de zaak niet zo simpel, want waarom had zij het pistool van haar man bij zich, zonder dat deze daarvan iets wist? Waarom werd er een aanslag gepleegd op de vrouw?